# Jacinto de la Concha

Busto de Jacinto de la Concha en el Parque Independencia de Santo Domingo

Jacinto de la Concha fue uno de los grandes hombres dominicanos. Formó parte de los Trinitarios y de los Febristas. Hoy en la República Dominicana es considerado como heróe nacional de la gesta independentista de 1844.

## Biografía
Nació en la ciudad de Santo Domingo en 1819. Formó parte de la Sociedad Secreta La Trinitaria y de los héroes del 27 de febrero de 1844. Fue miembro importante del ejército nacional dominicano.
Durante los primeros meses del año 1849, desempeñó el cargo de Tribuno y cuándo el gobierno de Jimenes le confió el Ministerio de Hacienda. Participó en la lucha por la defensa de la plaza, sitiada por Pedro Santana, después de la victoria de la Batalla de Las Carreras, y caído el gobierno, fue de los desterrados.
Tiempo después de reintegrarse a la patria se vio enredado en la conspiración revolucionaria que puso a Pedro Pelletier al borde de la tumba en el año 1855, pero los planes no resultaron como Jacinto quería, por lo que tuvo que irse al exilio.
Luego que el presidente Manuel de Regla Mota lo ampara, otorgándole una amnistía, durante el año 1856, y al regresar al país, le dio otro rumbo a su vida pública, ya que en la entonces 1.ª. República, las cosas no resultaron como los trinitarios soñaban, con una patria justa para todos, por tanto Jacinto fue una persona más cruel y distante a los problemas sociales de la época.
Cuándo la Revolución del año 1857 fue designado como Comandante de Armas de Baní, pero al poco tiempo, fue depuesto del mando y los insurrectos lo apresaron, llevándoselo a la ciudad de Santiago; pasada la revuelta quedó al servicio del Gobierno.
Quizás resulta algo irónico saber que Jacinto de la Concha, fue uno de los que abrazó la causa de la Anexión a España, pero así fue, ya que el cambio de régimen le resultó muy grato, por lo que tuvo que luchar contra el pueblo. Desde la Fortaleza San Luís en Santiago, asistió a la sangrienta y dolorosa retirada del Ejército Español a Puerto Plata, pero cuando los españoles se retiran de territorio dominicano, Jacinto se adhrió a la República.
Cuando surge Buenaventura Báez, Jacinto de la Concha, encuentra en el caudillo su centro de gravedad político. Fue designado por Báez como Delegado del Gobierno en el Cibao, siendo compañero de Manuel Rodríguez Objío. Derrocado el gobierno de Báez se hizo a un lado, pero cuando nuevamente llega Báez al poder en 1868, es designado en otro cargo político, pero esta vez como senador y consultor del senado.
En 1878, no hubo otra oportunidad favorable para Jacinto. Tiempo después fue condecorado como "Prócer de la República". Fallece en la ciudad de Santo Domingo en 1886